# Різьблярик загадковий
Різьблярик загадковий (лат. Anaglyptus mysticus Linnaeus, 1758) — вид жуків з родини Скрипунових.

## Поширення
Різьблярик загадковий — пан'європейський вид у складі європейського зооґеографічного комплексу. Ареал охоплює Європу, Кавказ, Західну Росію, Північний Іран, Малу Азію та Близький Схід.
В Україна вид трапляється по усій території в усіх природних зонах, проте найчастіше трапляється у лісовій зоні, а Карпатах підіймається до 1000 м у букових лісах.

## Екологія
Імаґо відвідують квіти зонтичних, свидини та інших, де найчастіше й трапляються. Личинка заселяє листяні породи дерев. 

## Морфологія

### Імаго
Різьблярик загадковий є видом невеликим за розміром, довжина тіла якого становить 7-14 мм. Чорний, з бурими, в першій третині, надкрилами, часом, вони цілком чорні. Надкрила мають широку сірувату волосяну пляму при вершині та три перев’язі по середині. 3-й, а також 4-й та 5-й членики вусиків з маленькими шипами на вершині.

### Личинка
Голова личинки на краю має вузьку пігментовану смужку. Лобові шви і середній шов непомітні. Зчленований отвір вусиків відкритий. З кожної сторони голови по одному вічку. Скроні пігментовані. Гіпостом в ніжних поперечних борозенках, його передній край з декількома виїмками. Верхня губа маленька, поперечна. Основа пронотуму в густих поздовжніх борозенках. Мозолі черевця дуже дрібно ґранульовані, мають по 2-і поздовжні і одну поперечну борозенки. Ноги дуже короткі, 2-членикові. Довжина тіла личинки 20, а ширина 4,5 мм.

## Життєвий цикл
Життєвий цикл триває 2 роки.